# Bernardino de Villalpando
Bernardino de Villalpando, CRSA (falecido em agosto de 1569) foi um prelado católico romano que serviu como Bispo de Santiago da Guatemala de 1564 a 1569 e Bispo de Santiago de Cuba de 1561 a 1564.

## Biografia
Bernardino de Villalpando nasceu em Talavera de la Reina, Espanha, e foi ordenado sacerdote nos Cônegos Regulares de Santo Agostinho. Em 27 de junho de 1561, foi nomeado durante o papado do Papa Pio IV como Bispo de Santiago de Cuba e consagrado bispo em 1562. Aos 28 de abril de 1564, foi nomeado pelo Papa Pio IV como Bispo de Santiago da Guatemala, onde serviu até sua morte.